# Agamodon compressus
Agamodon compressus — вид амфісбенових плазунів родини Trogonophidae. Ендемік Сомалі.

## Поширення і екологія
Agamodon compressus мешкають в прибережних районах на півдні Сомалі, в регіонах Бенадір і Середня Шабелле. Вони живуть у вологих ґрунтах, ведуть риючий спосіб життя.